# Aces Game Studio
Aces Game Studio (ACES) — американський розробник відеоігор зі штаб-квартирою в Редмонді, штат Вашингтон, що належала Microsoft Game Studios. Вона була заснована в 1988 році під назвою Bruce Artwick Organization Limited (BAO Ltd.) в Шампейн, штат Іллінойс, Брюсом Артвіком, творцем Microsoft Flight Simulator, Microsoft Space Simulator, а також співзасновником Sublogic.

## Історія
Після придбання BAO Ltd. у грудні 1995 року Microsoft перейменувала студію на Microsoft Simulation Group, та перевела співробітників з Шампейн, штат Іллінойс, до штаб-квартири компанії в Редмонд, штат Вашингтон, де вона стала частиною підрозділу Games Group, який на той час також був співвласником DreamWorks Interactive. Студія продовжувала розробляти свої симулятори, зокрема, серії Microsoft Flight Simulator і Microsoft Combat Flight Simulator. Група також допомагала Kuju Entertainment у розробці Microsoft Train Simulator. З виходом першої консолі Xbox група перейшла до Microsoft Games (пізніше перейменована в Microsoft Game Studios) у 2000 році, а у 2002 році перейменована в Aces Game Studio. Вони працювали з Stormfront Studios над розробкою Blood Wake як стартової гри для Xbox у 2001 році.
У наступні роки Ace Game Studio керував розробкою трьох наступних ітерацій Microsoft Flight Simulator, включаючи Microsoft Flight Simulator 2004: A Century of Flight (2004) та Microsoft Flight Simulator X (2006).
У рамках скорочення 5 000 робочих місць у Microsoft, Aces Game Studio була закрита 22 січня 2009 року.
У жовтні 2009 року Рік Селбі та Кеті Флад разом з іншими колишніми членами Aces Game Studio заснували нову студію Cascade Game Foundry для розробки симуляторів.
Серед відомих працівників Aces — Род Ферґюссон, який після Aces працював в Epic Games та The Coalition як один з провідних дизайнерів серії Gears of War.